# Ringo 2012
Ringo 2012 ist das 32. Album, beziehungsweise das 17. Studioalbum von Ringo Starr nach der Trennung der Beatles. Es wurde am 30. Januar 2012 in Europa (USA: 31. Januar 2012) veröffentlicht.

## Entstehungsgeschichte
Seit den Aufnahmen zu seinem Studioalbum Y Not übernahm Ringo Starr die verantwortliche Rolle des ersten Produzenten, bei Ringo 2012 war er erstmals alleiniger Produzent.
Auffällig ist bei dem Album die relativ geringe Gesamtspieldauer von unter einer halben Stunde bei nur neun Liedern; somit ist Ringo 2012 das kürzeste Album mit der geringsten Anzahl von Liedern, das Ringo Starr bis dato veröffentlicht hat. Der Titel des Albums Ringo 2012 ist eine Anspielung auf den Namen des Albums Ringo aus dem Jahr 1973. Die Aufnahmezeiten für das Album sind nicht dokumentiert, sie erstreckten sich wahrscheinlich über das Jahr 2011.
Im Vergleich zum Vorgängeralbum Y Not waren an diesem Album weniger prominente Musiker beteiligt. Es wirkten unter anderem Joe Walsh und David A. Stewart sowie das (ehemalige) Mitglied der All-Starr Band Edgar Winter mit. Ringo Starr war bei sieben der neun Lieder Komponist oder Mitkomponist. Das Album enthält darüber hinaus zwei sogenannte Oldies: Rock Island Line, das im Jahre 1955 eine Hitsingle für Lonnie Donegan war, sowie das Lied Think It Over, das im Jahr 1958 eine Hitsingle für die Musikgruppe The Crickets war. Der Titel Wings ist eine Neuaufnahme eines Lieds, das im September 1977 auf dem Album Ringo the 4th veröffentlicht worden war. Step Lightly ist eine weitere Neuaufnahme, die ursprünglich im November 1973 auf dem Album Ringo erschienen war. Anthem ist nach Peace Dream vom Vorgängeralbum ein weiterer Friedensappell. Das Lied In Liverpool ist die dritte Hommage nach The Other Side of Liverpool vom Album Y Not und Liverpool 8 vom gleichnamigen Album an seine Heimatstadt mit teilweise autobiografischen Text. Ringo Starr sagte 2012 dazu: „Ich bin vor einiger Zeit zu dem Schluss gekommen, dass ich keine Autobiographie schreiben will, denn alles, was irgendjemand will, sind diese acht Jahre von 1962 bis 1970, und ich hätte zehn Bände, bevor wir dort ankämen. Also dachte ich, ich mache es in Liedern und mache Vignetten von bestimmten Aspekten meines Lebens.“
Ringo 2012 ist das dritte Album von Ringo Starr, das bei der Universal Music Group erschien.

## Covergestaltung
Das Cover entwarfen Vartan, Mike Fink, Philip Manning und Meire Murakami. Die Coverfotos stammen von Rob Shanahan. Der CD liegt ein aufklappbares bebildertes sechsseitiges Begleitheft bei, das Informationen zum Album enthält.

## Titelliste
1. Anthem (Richard Starkey a/Glen Ballard) – 5:01
2. Wings (Richard Starkey/Vini Poncia) – 3:31
3. Think It Over (Buddy Holly/Norman Petty) – 1:48
4. Samba (Richard Starkey/Van Dyke Parks) – 2:48
5. Rock Island Line (Traditional, arrangiert von Richard Starkey) – 2:59
6. Step Lightly (Richard Starkey) – 2:44
7. Wonderful (Richard Starkey/Gary Nicholson) – 3:47
8. In Liverpool (Richard Starkey/David A. Stewart) – 3:19
9. Slow Down (Richard Starkey/Joe Walsh) – 2:57

## Wiederveröffentlichungen
Die-CD Veröffentlichung aus dem Jahr 2012 wurde bisher nicht neu remastert.

## Sonderedition mit DVD
Die Sonderedition enthält zusätzlich eine 16-minütige DVD, die Interviews von Ringo Starr und Studiosequenzen zu jedem Lied des Albums enthält. Zusätzlich wird das Lied Peace Dream vom Album Y Not besprochen.

## Single-Auskopplungen
Die einzige Singleauskopplung Wings erschien vorab am 10. Januar 2012 als Download-Single. In den USA wurde zusätzlich noch eine Promo-CD mit dem Lied Wings an die Radiostationen verteilt. Das Lied verfehlte einen Charteinstieg.

## Chartplatzierungen
| ChartsChartplatzierungen       | Höchstplatzierung | Wochen |
| ------------------------------ | ----------------- | ------ |
| Deutschland (GfK)              | 69 (1 Wo.)        | 1      |
| Österreich (Ö3)                | 75 (1 Wo.)        | 1      |
| Vereinigte Staaten (Billboard) | 80 (2 Wo.)        | 2      |

## Sonstiges
Eine Veröffentlichung als LP erfolgte wie bei dem Vorgängeralbum Y Not.